# Conus byssinus
Conus byssinus é uma espécie de gastrópode do gênero Conus, pertencente à família Conidae.